# Kindred (ort i Australien)
Kindred är en ort i Australien. Den ligger i kommunen Central Coast och delstaten Tasmanien, i den sydöstra delen av landet, omkring 200 kilometer nordväst om delstatshuvudstaden Hobart.
Närmaste större samhälle är Ulverstone, omkring 11 kilometer norr om Kindred. 
I omgivningarna runt Kindred växer i huvudsak städsegrön lövskog. Runt Kindred är det mycket glesbefolkat, med 4 invånare per kvadratkilometer. Genomsnittlig årsnederbörd är 1 607 millimeter. Den regnigaste månaden är augusti, med i genomsnitt 221 mm nederbörd, och den torraste är januari, med 57 mm nederbörd.